# Portrait de Richard Gallo
Le Portrait de Richard Gallo est une huile sur toile du peintre français Gustave Caillebotte (1848-1894) conservée au Nelson-Atkins Museum of Art de Kansas City (Missouri). Le tableau mesure 97 × 116 cm.

## Histoire
Ce portrait date de 1881 et fait partie d'une série de sept portraits de Richard Gallo, l'un des meilleurs amis d'enfance de l'artiste, composés entre 1878 et 1884. « Cette série démontre avec une grande cohérence artistique la façon personnelle de l'artiste d'exprimer un point de vue impressionniste sur le monde moderne ».

## Description
Ce portrait de 1881 montre un homme jeune vêtu élégamment de noir, ce qui contraste avec l'étoffe chamarrée du sofa. La position sociale du sujet du portrait, membre de la grande bourgeoisie et fils de banquier, est suggérée par le raffinement du décor aux boiseries dorées, le tissu coûteux du sofa, le soin de son costume et l'attitude confiante quoique réservée qu'il observe, les bras croisés avec un journal déplié sur la cuisse gauche. Ce journal évoque la fonction de Richard Gallo qui vient cette année-là d'entrer comme journaliste au journal conservateur et républicain, Le Constitutionnel dont son beau-frère, Alcide Grandguillo, est le propriétaire. Pourtant à y regarder de près, ce journal qui est déplié n'est pas Le Constitutionnel, mais un nouveau concurrent récemment lancé, Le Figaro, comme allusion à l'univers compétitif de la presse française de cette époque et à la nouvelle loi de 1881 sur la liberté de la presse qui fit grand débat cette année-là. Richard Gallo habite alors à proximité de l'appartement de Gustave Caillebotte et de son frère Martial du 31 boulevard Haussmann dans un quartier à l'époque moderne et prestigieux, habité par la grande bourgeoisie de la finance. L'appartement de Gallo se trouve non loin, au 40 rue du Rocher. Caillebotte a peint son ami avec lui dans son atelier dans Autoportrait au chevalet (1879-1880) ce qui prouve leur proximité et leur accord sur la vie culturelle, artistique et politique de cette époque. 
Cette toile a été exposée à la dernière exposition des impressionnistes en 1882, mais elle y est passée relativement inaperçue. L'influence du maître de Caillebotte, Léon Bonnat, est sensible dans le rendu du visage et du costume noir, mais la perspective en diagonale (avec le jeu d'angle), le regard de Richard Gallo et le décor d'arabesques et de rayures du tissu du sofa, expriment le point de vue impressionniste de l'artiste.